# Одая-Банулуй
Одая-Банулуй (рум. Odaia Banului) — село у повіті Бузеу в Румунії. Входить до складу комуни Цинтешть.
Село розташоване на відстані 91 км на північний схід від Бухареста, 7 км на південь від Бузеу, 101 км на захід від Галаца, 114 км на південний схід від Брашова.

## Населення
За даними перепису населення 2002 року у селі проживали 106 осіб, усі — румуни. Усі жителі села рідною мовою назвали румунську.